# 唇齿清爆发音
唇齿清爆发音是辅音的一种。它类似于清双唇塞音/p/，但发音时，下唇与上排牙齿相接触，例如清唇齿擦音/f/。清唇齿塞音在国际音标中的符号是/p̪/或/p͆/。此外还有一种表示方法，使用qp的合字ȹ，常用于描述班图语支语言。

## 特征
唇齿清爆发音的特点：
- 調音方法是閉塞，也就是說通過阻礙空氣在聲道流動來調音。由於此輔音也是一個口腔輔音，故氣流被完全地阻塞住，而形成一個塞音。
- 調音部位是唇齒，即是將下唇接觸上排牙齒以調音。

- 發聲類型是清音，意味着發音時聲帶並不顫動。
- 本輔音是口腔輔音（口音），表示調音時空氣只從口裡流出。
- 本輔音為中央輔音，調音時氣流在口腔的中央流過舌面，而不從兩側流過。
- 氣流機制是肺部氣流，即由肺與橫膈膜驱动空气。

## 例子
| 语言         | 语言         | 例子 | 国际音标        | 含义           | 注释                   |
| ------------ | ------------ | ---- | --------------- | -------------- | ---------------------- |
| 希腊语       | 希腊语       |      | /ˈsap̪firo̞s̠/     | 蓝宝石         | 参见希腊语音系         |
| 斯洛維尼亞語 | 斯洛維尼亞語 |      | /ˈs̪nɔ̂p̪ ˈʋíːd̪ìm/ | （我）看到一捆 | /p/在/f,ʋ/前的同位異音 |